# Telico (Texas)
Telico è una comunità non incorporata della contea di Ellis nello Stato del Texas, negli Stati Uniti.

## Geografia fisica
Telico è situata lungo la Farm Road 1181, 3 km a est di Ennis nella zona centro-orientale della contea di Ellis.

## Storia
Il centro abitato è stato fondato nel 1856 con il nome di Trinity City, in riferimento al fiume Trinity che scorre nei suoi pressi. Verso la metà del 1850, cambiò nome in Telico, come quello di Tellico Plains, nel Tennessee, noto centro di piantagione e produzione. Nel 1856, erano presenti varie aziende e un albergo. Nel 1894 fu istituito un ufficio postale, che chiuse nel 1905.